# Diseñador ambos sexos
Diseñador ambos sexos fue un programa de comedia mexicana que reflejaba todas las preferencias sexuales. Su intención era transmitir al público sobre la diversidad de identidades sexuales, lo cual muestra el prejuicio, la tolerancia y como mantener el respeto entre todas las personas en igualdad.
Fue creada en el año 2001 basándose muy libremente en el guion de la película mexicana Modisto de señoras, obteniendo grandes éxitos en la pantalla chica, Productor ejecutivo André Barrén  idea original de Eduardo Jiménez Pons, quien le acompaña en la dirección Luis Eduardo Reyes, se transmitía por el Canal de las Estrellas los miércoles a las 10:00 PM como parte de la barra de comedias de Televisa denominada nos vemos a las 10.

## Reparto
Los actores protagonistas de esta serie son los siguientes:
- Héctor Suárez Gomís - Juan Felipe Martínez "Jean Phillipe Martin"
- Luz María Zetina - Carolina Carrera
- Chantal Andere - Fabiola Montemayor de Shrinner
- Julio Bracho - Roberto Álvarez Cohen "Bobby"
- Julio Alemán - Don Félix Márquez
- César Bono - Valente Fernández de la Garza
- Mara Escalante - Dolores Frizzi 'Lola'

## Premios y reconocimientos

### Premios Bravo
| Año  | Categoría                                | Telenovela       | Resultado |
| ---- | ---------------------------------------- | ---------------- | --------- |
| 2002 | Actriz revelación en programa de comedia | Luz María Zetina | Ganadora  |
| 2002 | Mejor actriz de comedia                  | Chantal Andere   | Ganadora  |

## Temporada 1: (2001)
| Serie # | Episodio # | Título                              | Director(es)                        | Guionista(s)                                 | Fecha de estreno       |
| --- | ---------- | ----------------------------------- | ----------------------------------- | -------------------------------------------- | ---------------------- |
| 1 | 1          | «La supervivencia del más apto»     | Alfredo Widman / Luis Eduardo Reyes | Eduardo Jiménez Pons y Fernando Díaz de León | 10 de enero del 2001   |
| México, D. F., en el verano de 1994 Juan Felipe, Carolina y Fabiola estudian en la Universidad la carrera de "Diseño de Modas"; Juan Felipe y Carolina son novios, pero él la engaña con varias mujeres. 8 años después, Juan Felipe no ha podido conservar ningún empleo; sin tener éxito como diseñador, acude a varias citas de trabajo, hasta que su mejor amigo Roberto "Bobby", que es actor, tiene la brillante idea de que Juan Felipe se haga pasar por gay como Mauricio Garcés en la película de 1969 “Modisto de Señoras” y así, con el nombre de Jean Phillipe Martin obtiene el puesto de diseñador en Cossette’s Little Secrets (Parodia de Victoria's Secrets) una importante línea de ropa que solicita diseñador ambos sexos. Al quedar contratado descubre que ahí también trabaja Carolina Carrera su antigua novia, a la cual nombran asistente de Jean Phillipe. Estrellas Invitadas: Isaura Espinoza "Maestra Duarte", José Elías Moreno Jr. "Empresario", Mauricio Castillo "Lic. Macías", Gabriela Platas "Adriana Maza"                                                                |            |                                     |                                     |                                              |                        |
| 2 | 2          | «En la guerra y el amor»            | Alfredo Widman / Luis Eduardo Reyes | Eduardo Jiménez Pons y Fernando Díaz de León | 17 de enero del 2001   |
| Carolina le cuenta a su amiga Fabiola que Juan Felipe hizo que le quitaran su antiguo trabajo al presentarle a Don Félix los diseños que ella realizó. Roberto acude a un casting donde le roban su rutina que tenía preparada. Valente el coordinador de modas de Cossette’s Little Secrets trata de ligarse a Jean Phillipe. Estrellas Invitadas: Sergio Corona "Actor", Silvia Eugenia Derbez "Recepcionista de audición", Alejandro Ávila "Actor" |            |                                     |                                     |                                              |                        |
| 3 | 3          | «Cosa de niños»                     | Alfredo Widman / Luis Eduardo Reyes | Eduardo Jiménez Pons y Fernando Díaz de León | 24 de enero del 2001   |
| Juan Felipe le confiesa a Carolina que no quiere perderla nuevamente, que todavía siente algo por ella. Fabiola no veía a Roberto desde la Universidad y le platica que se casó con un multimillonario y él le cuenta que tiene la profesión de actor y vive con Juan Felipe. Valente cree que Bobby es chichifo de Jean Phillipe. Faby le comenta a Caro que desea ser mamá. Sin estrellas invitadas |            |                                     |                                     |                                              |                        |
| 4 | 4          | «Escrito en las estrellas»          | Alfredo Widman / Luis Eduardo Reyes | Eduardo Jiménez Pons y Fernando Díaz de León | 31 de enero del 2001   |
| Valente lee el horóscopo de Carolina y ella cree que su gran amor es Juan Felipe. Jean Phillipe conoce a Sofía Márquez la hija de Don Félix el dueño de Cossette’s Little Secrets. Estrella Invitada: Mariana Seoane "Sofía Márquez" |            |                                     |                                     |                                              |                        |
| 5 | 5          | «Ten cuidado con lo que deseas»     | Alfredo Widman / Luis Eduardo Reyes | Eduardo Jiménez Pons y Fernando Díaz de León | 7 de febrero del 2001  |
| Valente y Lola, la secretaria, aconsejan a Don Félix que se redecoren las instalaciones de Cossette’s Little Secrets, por lo cual contratan a un decorador. Carolina, Fabiola y Roberto acompañan a Juan Felipe/Jean Phillipe a una Sex Shop de la Zona Rosa para que conozca a fondo el mundo gay y poder tener éxito en la próxima Expo. Estrellas Invitadas: Amparito Arozamena "Decoradora", Miguel Galván "Vendedor de revistas" |            |                                     |                                     |                                              |                        |
| 6 | 6          | «Preludio a un beso»                | Alfredo Widman / Luis Eduardo Reyes | Eduardo Jiménez Pons y Fernando Díaz de León | 14 de febrero del 2001 |
| Juan Felipe es besado por un hombre y le dice a Carolina que no por eso es gay y ella le contesta que no porque él bese a una mujer lo convierte en hombre. Fabiola acompaña a Bobby a una sesión de fotos para un comercial, en donde él cree que tiene que besas a una sexy modelo, pero al firmar el contrato resulta que es modelo hombre. Juan Felipe le explica a Carolina que un beso no significa nada, pero ella le hace ver que un beso significa más. Estrella Invitada: Sergio Jiménez "Fotógrafo" |            |                                     |                                     |                                              |                        |
| 7 | 7          | «Vibrachones»                       | Alfredo Widman / Luis Eduardo Reyes | Eduardo Jiménez Pons y Fernando Díaz de León | 21 de febrero del 2001 |
| Jean Phillipe revoluciona la historia de la lencería cosmética al diseñar brasieres y pantis modeladoras con vibración. Bobby acompaña a Faby con el ginecólogo para ver por qué no se pueda embarazar de su esposo. Llega una manifestación de los Miembros Morados a la empresa Cossette’s Little Secrets por haber diseñado los vibrachones. Estrellas Invitadas: Saúl Lisazo "Manifestante", Erika Blenher "Enfermera", Rubén Cerda "Manifestante", Julio Vega "Dr. Miramontes" |            |                                     |                                     |                                              |                        |
| 8 | 8          | «¿Quién diablos es Jordy?»          | Alfredo Widman / Luis Eduardo Reyes | Eduardo Jiménez Pons y Fernando Díaz de León | 28 de febrero del 2001 |
| La empresa Cossette’s Little Secrets es invitada al programa de televisión Otro Rollo para presentar los diseños del maestro Jean Phillipe Martin. Fabiola lleva a Bobby con un Director de TV para que le dé la oportunidad de actuar en una telenovela. Los papás de Juan Felipe al estar viendo el televisor se enteran de que su hijo es gay. Estrellas Invitadas: Adal Ramones "Él mismo", Yordi Rosado "Él mismo", Manuel Landeta "Dir. Jorge Rodríguez", Katie Barberi "Ella misma", Zully Keith "Doña Gloria, mamá de Jean Phillipe", Héctor Ortega "Don Aarón, papá de Jean Phillipe" |            |                                     |                                     |                                              |                        |
| 9 | 9          | «Cita a ciegas»                     | Alfredo Widman / Luis Eduardo Reyes | Eduardo Jiménez Pons y Fernando Díaz de León | 7 de marzo del 2001    |
| Los papás de Juan Felipe se enteran por la tele que su hijo es gay, así que Carolina y Valente aconsejan a Jean Phillipe que invite a una chava a su casa para hacerla pasar por su novia y hacerles ver que en realidad no es gay. Lola recibe una llamada de su novio donde le pide matrimonio, por lo que abandona Cossette’s Little Secrets para casarse con él. Fabiola lleva a Roberto con la más famosa representante de estrellas y se topan con el repartidor de volantes de Kika's Talent Agency. Estrellas Invitadas: Zully Keith "Doña Gloria, mamá de Jean Phillipe", Héctor Ortega "Don Aarón, papá de Jean Phillipe", Jana Raluy "Volantero, recepcionista, secretaria de “Kika's Talent Agency” y Kika la representante de artistas" Nota: Mara Escalante "Dolores Frizzi 'Lola'" se sale de la serie. |            |                                     |                                     |                                              |                        |
| 10 | 10         | «Este mundo y sus malditas vueltas» | Alfredo Widman / Luis Eduardo Reyes | Eduardo Jiménez Pons y Fernando Díaz de León | 14 de marzo del 2001   |
| Faby le platica a Caro que no puede tener hijos. Jean Phillipe tiene que diseñar una nueva línea de lencería pero para hombres. Roberto quiere renunciar de Kika's Talent Agency pero Kika lo convence de no hacerlo. Estrella Invitada: Jana Raluy "Recepcionista de Kika's Talent Agency y Kika representante de artistas" |            |                                     |                                     |                                              |                        |
| 11 | 11         | «Cita imposible»                    | Alfredo Widman / Luis Eduardo Reyes | Eduardo Jiménez Pons y Fernando Díaz de León | 2001                   |
| Juan Felipe hace una cita con una chirris (chava), pero al mismo tiempo se ve comprometido para tener una cena con el dueño de los almacenes El Puerto de Hierro que es gay. Faby y Bobby se quedan encerrados en un cajero automático. Estrellas Invitadas: Gustavo Rojo "Empresario Sr. Remora", Roxana Castellanos "Karla", Jana Raluy "Kika" |            |                                     |                                     |                                              |                        |
| 12 | 12         | «Mentiras piadosas»                 | Alfredo Widman / Luis Eduardo Reyes | Eduardo Jiménez Pons y Fernando Díaz de León | 2001                   |
| Don Regino, uno de los fundadores y accionista de Cossette’s Little Secrets es homófobo y no acepta que la empresa tenga personal gay; al enterarse de que Jean Phillipe es homosexual le pide a Don Félix que le venda o compre sus acciones de la compañía. Estrella Invitada: Jorge Arvizu “El Tata” "Don Regino" |            |                                     |                                     |                                              |                        |
| 13 | 13         | «Caras vemos»                       | Alfredo Widman / Luis Eduardo Reyes | Eduardo Jiménez Pons y Fernando Díaz de León | 2001                   |
| Fabiola va al departamento de Juan Felipe y Roberto para que Bobby la acompañe a buscar un médico brujo y le haga un trabajo para quedar embarazada, pero se topan con un pepenador. Jean Phillipe y Carolina tienen una junta con la abogada fiscalista de Don Regino para ver quien compra o vende sus acciones de la compañía Cossette’s Little Secrets. Estrellas Invitadas: Héctor Suárez "Pepenador Cesar (Popochas) ", Jorge Arvizu “El Tata” "Don Regino", Mónika Sánchez "Lic. Paloma Rodríguez Murphy" |            |                                     |                                     |                                              |                        |
| 14 | 14         | «Corazones no sabemos»              | Alfredo Widman / Luis Eduardo Reyes | Eduardo Jiménez Pons y Fernando Díaz de León | 2001                   |
| Carolina trata de hacerle entender a Juan Felipe que tener una cita amorosa con la abogada de Don Regino es muy peligroso. Fabiola le compra ropa a su nuevo amigo el pepenador y luego lo lleva a Cossette’s Little Secrets, estando ahí reconoce a Paloma y les platica a Jean Phillipe, Caro, Faby y Bobby cómo era antes su vida y que Don Regino y Paloma lo habían estafado. Estrellas Invitadas: Héctor Suárez "Pepenador Cesar (Popochas)", Jorge Arvizu “El Tata” "Don Regino", Mónika Sánchez "Lic. Paloma Rodríguez Murphy" Actor de Reparto: Eduardo España "Pierre" |            |                                     |                                     |                                              |                        |
| 15 | 15         | «Concierto de soluciones inciertas» | Alfredo Widman / Luis Eduardo Reyes | Eduardo Jiménez Pons y Fernando Díaz de León | 2001                   |
| Jean Phillipe, Valente, Carolina, Fabiola y Bobby idean planes para que Don Félix gane dinero y le compre todas las acciones de Cossette’s Little Secrets a Don Regino. Estrellas Invitadas: Jorge Arvizu “El Tata” "Don Regino" Actor de Reparto: Vadhir Derbez "Hugo" |            |                                     |                                     |                                              |                        |
| 16 | 16         | «Se ha fijado en mí»                | Alfredo Widman / Luis Eduardo Reyes | Eduardo Jiménez Pons y Fernando Díaz de León | 2001                   |
| Jean Phillipe y Valente creen que Don Félix se quiere suicidar. Juan Felipe y Carolina planean lanzar una nueva línea de trajes de baño para salvar a Don Félix de no perder Cossette’s Little Secrets. Bobby lleva a un grupo de modelos y bailarinas exóticas, junto con un fotógrafo para que ayuden a Juan Felipe en su nuevo proyecto. Estrella Invitada: Jaime Camil "Fotógrafo Fernando Haddad" |            |                                     |                                     |                                              |                        |
| 17 | 17         | «Trabajando como abejita»           | Alfredo Widman / Luis Eduardo Reyes | Eduardo Jiménez Pons y Fernando Díaz de León | 2001                   |
| Juan Felipe está celoso porque el fotógrafo Fernando invitó a cenar a Carolina. Bobby le pide a Juan Felipe que lo acompañe a un casting, pero escogen a Jean Phillipe para que haga el comercial "Quilate de Oro, la rica miel". Estrellas Invitadas: Jaime Camil "Fotógrafo Fernando Haddad", Arsenio Campos "Hostess", María Alicia Delgado "Directora de comercial" |            |                                     |                                     |                                              |                        |
| 18 | 18         | «Madres»                            | Alfredo Widman / Luis Eduardo Reyes | Eduardo Jiménez Pons y Fernando Díaz de León | 2001                   |
| Juan Felipe y Carolina, cada uno por su parte, planea ir a comer con su mamá a un nuevo restaurante para festejar el 10 de mayo. Fabiola contrata a un niño para hacerlo pasar por su hijo. Estrellas Invitadas: Silvia Pasquel "Doña Elena, mamá de Carolina", Zully Keith Doña Gloria, mamá de Juan Felipe", Socorro Avelar "Voz", Alicia Montoya "Voz" Actor de Reparto: Emiliano Quintero "Gabriel, hijo de Faby" |            |                                     |                                     |                                              |                        |
| 19 | 19         | «Don Félix de Bergerac»             | Alfredo Widman / Luis Eduardo Reyes | Eduardo Jiménez Pons y Fernando Díaz de León | 2001                   |
| Don Félix planea ir a la Expo de Cancún para vender su producción y salvar Cossette’s Little Secrets de la quiebra. Juan Felipe seduce con una frase a Paula, la esposa de Don Félix. Valente se enamora de un repartidor de refrescos pero este se enamora primero de Don Félix y después de Jean Phillipe. Estrellas Invitadas: Yadhira Carrillo "Paula", Eduardo Rivera "Roque Sáenz, vendedor de refrescos" |            |                                     |                                     |                                              |                        |
| 20 | 20         | «Valente reina del desierto»        | Alfredo Widman / Luis Eduardo Reyes | Eduardo Jiménez Pons y Fernando Díaz de León | 2001                   |
| Para ahorrar gastos en Cossette’s Little Secrets Valente, Carolina, Jean Phillipe y las modelos viajan en el camión de la exposición hacia Cancún y, Don Félix, Fabiola y Bobby en avión. Estrellas Invitadas: Nailea Norvind "Azafata" Actriz de Reparto: Beatriz Moreno "Pasajero" |            |                                     |                                     |                                              |                        |
| 21 | 21         | «Viva la diva loca»                 | Alfredo Widman / Luis Eduardo Reyes | Eduardo Jiménez Pons y Fernando Díaz de León | 2001                   |
| Al llegar parte del personal de Cossette’s Little Secrets a Cancún Don Félix les aconseja descansar, pero lo desobedecen y prefieren divertirse toda la noche; Fernando cansado de buscar locaciones para las fotografías del catálogo invita a Carolina a cenar; Jean Phillipe aprovecha que las modelos tienen puestos los trajes de baño de su línea para promocionarlos. La azafata del avión donde viajó Don Félix coquetea con él, ya que ambos se hospedan en el mismo hotel. Estrellas Invitadas: Oscar Cadena "Cadenero de la discoteca", Nailea Norvind "Azafata", Jaime Camil "Fotógrafo Fernando Haddad" |            |                                     |                                     |                                              |                        |
| 22 | 22         | «Amor en ruinas»                    | Alfredo Widman / Luis Eduardo Reyes | Eduardo Jiménez Pons y Fernando Díaz de León | 2001                   |
| Sofía la hija de Don Félix llega a Cancún y se divierte con Juan Felipe. Fernando tiene que fotografiar a las modelos en Tulum para el catálogo, pero están desveladas por haber bebido toda la noche y Fabiola les da un remedio para quitarles la cruda (resaca) volviéndolas a emborrachar. Jean Phillipe siente celos al ver que Caro se interesa por Fernando. Estrellas Invitadas: Mariana Seoane "Sofía Márquez", Jaime Camil "Fotógrafo Fernando Haddad" |            |                                     |                                     |                                              |                        |
| 23 | 23         | «La verdadera conquista»            | Alfredo Widman / Luis Eduardo Reyes | Eduardo Jiménez Pons y Fernando Díaz de León | 2001                   |
| Sofía le cuenta a Juan Felipe una historia de la época de la conquista. Fernando le propone a Carolina irse a vivir a Chicago con él. Jean Phillipe se golpea la cabeza y al estar inconsciente sueña que vive su misma situación amorosa en la época de la conquista; al despertar se da cuenta de que no puede darse el lujo de perder a Caro. Estrellas Invitadas: Mariana Seoane "Sofía Márquez", Jaime Camil "Fotógrafo Fernando Haddad" |            |                                     |                                     |                                              |                        |
| 24 | 24         | «Ya no te quiero»                   | Alfredo Widman / Luis Eduardo Reyes | Eduardo Jiménez Pons y Fernando Díaz de León | 2001                   |
| Fabiola trata de persuadir a Carolina que no se vaya a vivir con Fernando a Chicago. Una empleada del hotel manda lavar los trajes de baño de la nueva línea que van a exponer, porque cree que es ropa sucia, y con la lavada se encogen. Por la presión de la exposición Carolina se pelea con Fabiola. Fer platica con Faby para que comprenda que en la amistad también existen altibajos, suena el teléfono de Fabiola y se entera de que Fernando está casado y al cruzar la calle es atropellada. Don Félix le pide a su equipo de trabajo que tengan ideas para solucionar el problema de los trajes de baño. Jean Phillipe propone ampliar e imprimir la foto donde aparecen las modelos con los trajes puestos y así presentar la línea de trajes de baño de Cossette’s Little Secrets. Finalmente Don Félix vende lo suficiente para recuperar su compañía, Caro se entera del accidente que sufrió su amiga Fabiola y Juan Felipe se queda preocupado porque cree que Carolina se va a ir con Fernando. Estrellas Invitadas: Mariana Seoane "Sofía Márquez", Jaime Camil "Fotógrafo Fernando Haddad" |            |                                     |                                     |                                              |                        |